# Оливье III де Клиссон
Оливье III де Клиссон (фр. Olivier III de Clisson; 1280—1320) — бретонский аристократ, сын Оливье II де Клиссона и Жанны де Бертран. Продолжал расширять связи и владения Клиссонов за пределами Бретани. В рамках этой политики он женился на Изабо де Краон, дочери Мориса VI де Краона. От матери Оливье унаследовал владения в Нормандии.
В браке Оливье III и Изабо де Краон родились сыновья Оливье IV и Амори.